# الكلية العسكرية التكنولوجية (مصر)
الكلية العسكرية التكنولوجية (المعهد الفني للقوات المسلحة «سابقا») هي مؤسسة تعليمية متخصصة تقدم للقوات المسلحة المصرية ضباط تكنلوجيين متخصصين، أنشئ عام 1968 تحت اسم «المعهد الفني للقوات المسلحة» لتخريج تكنلوجيين متخصصين للخدمة في القوات المسلحة كضلع رئيسي في منظومة التأمين الفني للقوات تساهم في المحافظة على الكفاءة الفنية لأسلحتها ومعداتها. في عام 2022 تغير اسم المعهد إلى الكلية العسكرية التكنولوجية.

## النشأة
أثناء إعادة بناء القوات المسلحة المصرية بعد حرب يونيه 1967 ونتيجة للدروس المستفادة من دراسة نتائج هذه الحرب ظهرت الحاجة الماسة لتطوير منظومة التأهيل لعناصر التأمين الفنى بالقوات المسلحة وذلك بإنشاء معهد فني لإمداد القوات المسلحة بضباط فنيين متخصصين للعمل بكفاءة في الوحدات وورش الإصلاح والمنشأت التعليمية والفنية والمهنية بالقوات المسلحة.
تم إنشاء المعهد الفني للقوات المسلحة في الثالث من نوفمبر عام 1968 حيث بدأ بعدد (5) مجموعة تعليمية وتطور إلى أن أصبح يضم (9) مجموعة تعليمية في السنوات الأخيرة وذلك لتخريج ضباط فنيين ذو كفاءة فنية وعملية عالية لتولى وظائف الضباط الفنيين بالتخصصات المختلفة بالقوات المسلحة.
في عام 2022 تم تحويل المعهد الفني للقوات المسلحة إلى الكلية العسكرية التكنولوجية.

## حرب أكتوبر
بدأت الدراسة في هذا المعهد في أكتوبر 1968 في نفس الوقت الذي بدأ فيه إنشاء المباني ومساعدات التدريب وإعداد المدرسين، كل ذلك يتوافق كاملاً بتوقيتات مخططة وقد تخرجت أول دفعة 1971 وقد ساهم الخريجون من الضباط الفنيين في رفع الكفاءة الفنية للمعدات مساهمة فعالة في الإعداد لحرب أكتوبر 1973 ويعد هذا المعهد من أرقى المعاهد الفنية في العالم.

تم تخطيط وإنشاء وتعزيز الورش الرئيسية للقوات المسلحة وزيادة كفاءتها وفاعليتها تحت إشراف الهيئة الفنية حتى يمكنها استيعاب إصلاح جميع معدات القوات المسلحة بعد أن زادت أعدادها زيادة كبيرة عام 1968. كان من أهم هذه الورش الرئيسية ورشة الرادار وورشتي الصواريخ التي أنشأت في عام واحد وهو رقم قياسي لإنشائها مما كان له أثر حاسم في رفع الكفاءة الفنية لمعدات الدفاع الجوي وهي محطات الرادار والصواريخ. وكان لتعزيز وإنشاء هذه الورش بتخصصاتها المختلفة للقوات المسلحة بجميع أفرعها أثر حاسم في رفع الكفاءة الفنية للقوات المسلحة بجميع أفرعها مما ساهم بشكل فعال وجذري في إعداد القوات المسلحة فنياً لحرب أكتوبر1973.

تم التخطيط والإشراف على تعزيز القوات المسلحة بقطع الغيار وإمدادها بها بطريقة منتظمة مما وفر للقوات المسلحة احتياجاتها من قطع الغيار للتجهيز للمعركة وبدون إسراف نتيجة للتنسيق بين الإدارات المختلفة. وتم تطوير كثير من معدات القوات المسلحة نتيجة لإشراف الهيئة الفنية على أعمال البحوث الفنية مما رفع من الكفاءة القتالية للمعدات.

من أمثلة ما تم هو استنباط وتصنيع قنبلة الممرات وإنتاجها محلياً وقد تمت بنجاح كبير وانتجت في مصانعنا، وقد استخدمت فعلاً في حرب أكتوبر مما كان له أثر فعال في تدمير مطارات العدو وهذا على سبيل المثال وليس الحصر الذي يمكن الرجوع إلى مصادره في الهيئة الفنية – إدارة البحوث الفنية. كما تم بناء الدشم الخاصة بالطائرات، والتي اقتبس فكرتها حلف الأطلنطي.

## التخصصات
يتخصص الدارسون بالكلية في سبعة تخصصات أساسية كالآتي:
| الأسلحة والذخيرة: - الأسلحة. - كهروبصريات. - الذخيرة. | الصواريخ والإنذار: - قواذف ومعدات أرضية - توجيه صواريخ - محطات قدرة - رادار وإنذار | الطائرات: - هيكل ومحرك - كهرباء وعدادات - لاسلكي ورادار طائرات - تسليح طائرات | السفن: - ديزل سفن - كهرباء سفن | المواصلات: - أشـارة - حرب إلكترونية | المعدات الميكانيكية: - مركبات - مدرعات - إمداد وتموين - معدات مهندسين | الكهربية: - حاسب آلى - معدات طبية |

## التعليم
يتخرج طالب المعهد الفني برتبة ملازم تحت الاختبار في نهاية الثلاث سنوات الدراسية ويمنح درجة الدبلوم الفني التخصصي بعد اجتيازه للفرقة التطبيقية التي تعقد بالمعهد لمدة سته أشهر بعد تخرجه.

### نظام الدراسة
- مدة الدراسة بالمعهد (2) سنة دراسية يسبقها سنة تأهيلية بمركز تدريب المعهد.
- السنة الدراسية / التأهيلية تنقسم الي (2) فصل دراسي تنتهي بامتحان للانتقال الي السنة الدراسية التالية.
- ينقسم اليوم الدراسي الي (8) ساعة دراسة نهارية و (4) ساعة دراسة ليلية تحت اشراف المدرسين.
- اجمالي الساعات الدراسية للحصول علي دبلومة المعهد الفني (5268) ساعة موزعة كالآتي:
  - العلوم العسكرية (1514) ساعة | 28.75%
  - العلوم الرياضية والهندسية (2504) ساعة | 48.75%
  - اللغة الإنجليزية (364) ساعة | 6.91%
  - الحاسب الآلي (296) ساعة | 5.62%
  - التدريب العملي (590) ساعة | 9.97%

### شروط القبول بالمعهد الفني للقوات المسلحة
- تمتع المتقدم ووالدية واجداده بالجنسية المصرية
  - (21 سنة) للطلبة الحاصلين على الشهادات الثانوية (العامة/الأزهرية/الصناعية).
  - (24 سنة) للطلبة المقيدين في دراسات أعلى من الشهادات المذكورة لصالح المعهد الفني للقوات المسلحة.
- ألا يكون قد سبق له الزواج من قبل وأن يتعهد بعدم الزواج أثناء فترة الدراسة بالمعهد.
- المؤهل الدراسي:
  - الحاصلين على شهادة الثانوية العامة (القسم العلمي) بشعبتيه علوم/ رياضة بشرط ألا تكون المواد الإجبارية من المواد الأدبية وأن يكون المنهج شاملاً لإحدى الرياضيتين + الفيزياء.
  - الحاصلين على شهادة الثانوية الأزهرية (القسم العلمي).
  - الحاصلين على شهادات الثانوية الصناعية نظام (ثلاث / خمس) سنوات من المدارس التابعة لوزارة التربية والتعليم أو معهد الدمبسكو (السالزيان الإيطالي) بشرط أن تكون التخصصات تابعة للأقسام (الميكانيكية/الكهربية) المذكورة لاحقاً.
  - المقيدين في دراسات أعلى من الشهادات المذكورة عالية بشرط أن تكون هذه الدراسات في نفس السياق، وتفيد دراستهم في المعهد الفني للقوات المسلحة (هندسية/ تكنولوجية/ فنية) ويتم التحاقهم بالمعهد في حالة قبولهم بالشهادات المذكورة وتحت الشروط الخاصة بكل منها وإستيفاء شرط السن.
  - يجب ألا يكون قد مضى على تاريخ حصول الطالب على إتمام الدراسة (الثانوية العامة – الثانوية الأزهرية – الثانوية الصناعية نظام ثلاث / خمس سنوات بقسميها ميكانيكا/ كهرباء) أكثر من عام.
  - في حالة مضي أكثر من عام على حصول الطالب على إحدى الشهادات المذكورة بعالية يشترط أن يكون الطالب مقيداً بإحدى الكليات الجامعية أو المعاهد الفنية الصناعية أو التكنولوجية التابعة لوزارة التعليم العالي والتي تخدم الدراسة الفنية بالمعهد الفني للقوات المسلحة على أن يقدم الطالب ما يفيد ذلك.
- اجتياز المتقدم لاختبارات القبول والثقة بالنفس المقرره بواسطة المعهد.

### الشعب والتخصصات التي تُقبل بالمعهد الفني للقوات المسلحة
- الثانوية العامة: علمي علوم (رياضة)
- أن يكون المنهج الذي درسه الطالب شاملة على إحدى الرياضيتين (1 أو 2) + فيزياء.
- ألا تكون المواد الإجبارية من المواد الأدبية (طلبة العلمي المتأدب).
- الثانوية الأزهرية علمي
- الثانوية الصناعية نظام (ثلاث / خمس) سنوات:

| نظام ثلاث / خمس سنوات (تخصصات كهربية) - حاسبات إلكترونية - هندسة كهربية - هندسة إلكترونيات - إصلاح وصيانة المعدات الكهربية - تراسـل - شبكات كهربية - أجهزة قياس كهربية - أجهزة كهربية - صيانة مصاعد - نقل وتوزيع - أنظمة صناعية - عدادات - تلفزيون - إليكترونيات صناعية - كهربائي أجهزة - صيانة أجهزة طبية - خريجي المدرسة الفنية التجريبية المتقدمة لتكنولوجيا المعلومات بالإسماعيلية | نظام ثلاث / خمس سنوات (تخصصات ميكانيكية): - هندسة ميكانيكية - ميكانيكا صيانة وإصلاح - تركيبات ميكانيكية - حدادة - تشكيل معادن - برادة - خراطـة - التشكيل على الماكينات - لحام - جرارات - سيارات - طباعة زنكوغرافية - محركات سفن - تبريد وتكييف - معاملات حرارية - سبـاكة معادن - أجهزة دقيقة - محطات قدرة - مشغولات - كيمياء صناعية | نظام ثلاث / خمس سنوات (تخصصات ميكانيكية): - تكنولوجيا إنتاج - جرارت وآلات زراعية - معدات ثقيلة - معدات نقل ورفع - ميكنة زراعية - معادن دقيقة - رسم وتصميم - نقل بري - نقل بحـري - ملاحة نهرية - نقل نهري - طبـاعة - ديزل ومعدات ثقيلة - هندسة بحرية - هيدروليكا - ميكنة وتشغيل سفن - تشغيل مكني - تجديد وتشطيب - طباعة أوفست - طباعة سلك سكرين - مصايد وملاحة وفنون بحرية* بناء سفـن |

- المقيدين في دراسات أعلى من الشهادات المذكورة

يشترط أن يكون الطالب مقيد في منشأة تعليمية واقعة تحت الإشراف الكامل لوزارة التعليم العالي وهي:
- - كليات الهندسة
  - معاهد التكنولوجيا
  - كليات التربية
  - معاهد إعداد الفنيين الصناعيين
  - الدراسات التكميلية

ملحوظة: التخصصات التابعة للأقسام (الميكانيكية/الكهربية) فقط

## مديرو الكلية
- لواء أركان حرب / أكرم صلاح الدين.[7]
- لواء أركان حرب / حسام الدين مصطفى.[8]
- لواء أركان حرب / علاء إبراهيم مخلوف.[9]
- لواء أركان حرب/ هشام نصر محمود.[10]
- لواء أركان حرب / مصطفى عبد الوهاب.[11]
- لواء أركان حرب / علاء الدين فهمي.[12]
- لواء أركان حرب / محمد خالد عبد المطلب.[13]
- لواء أركان حرب / فايز عجور.[14]
- لواء أركان حرب / ممدوح مرسي.[15]
- لواء أركان حرب / حسن حسين عزو.[16]